# Edmund Lowe
Pour les articles homonymes, voir Lowe.

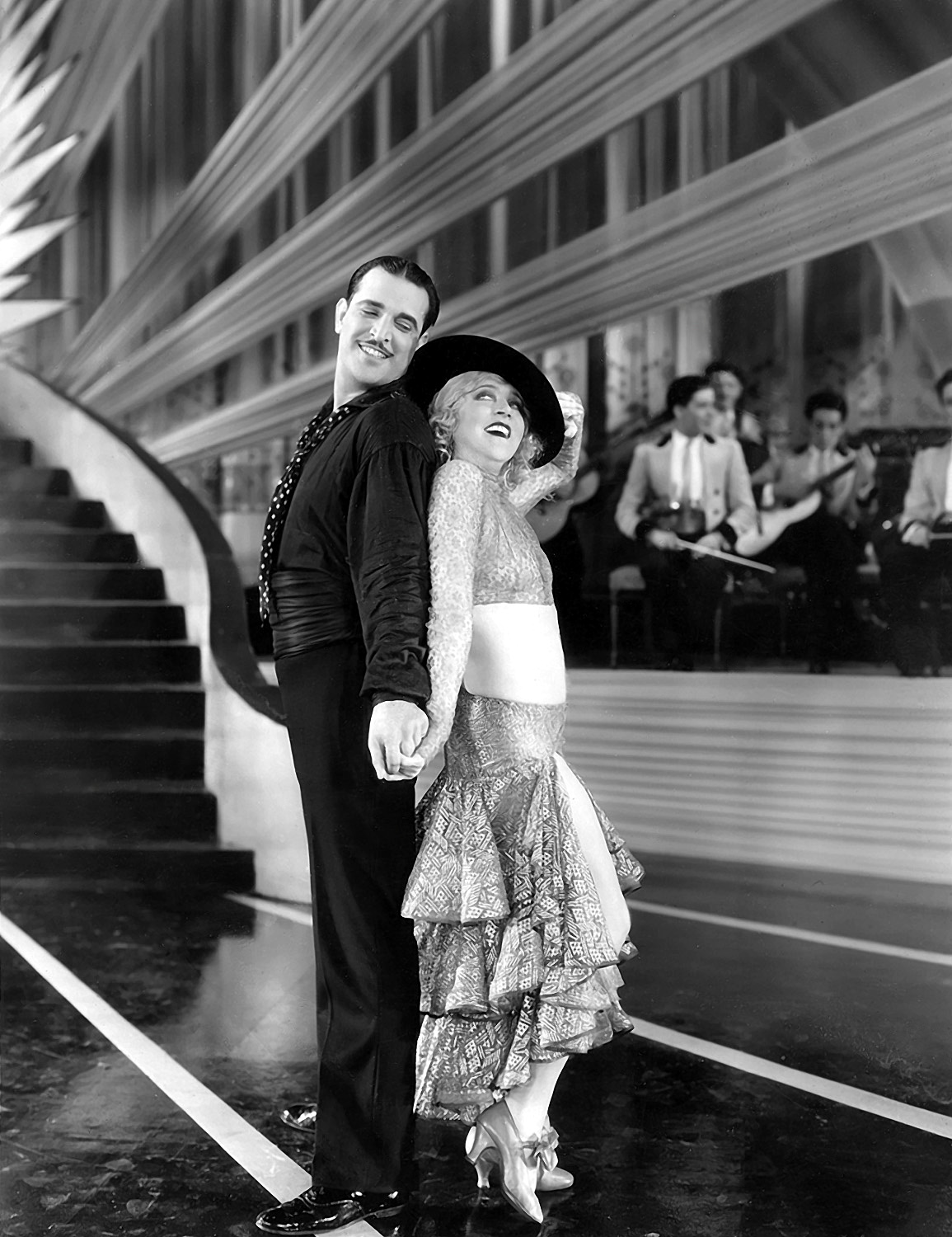
Edmund Lowe et Mae Murray,
dans Peacock Alley (1922)

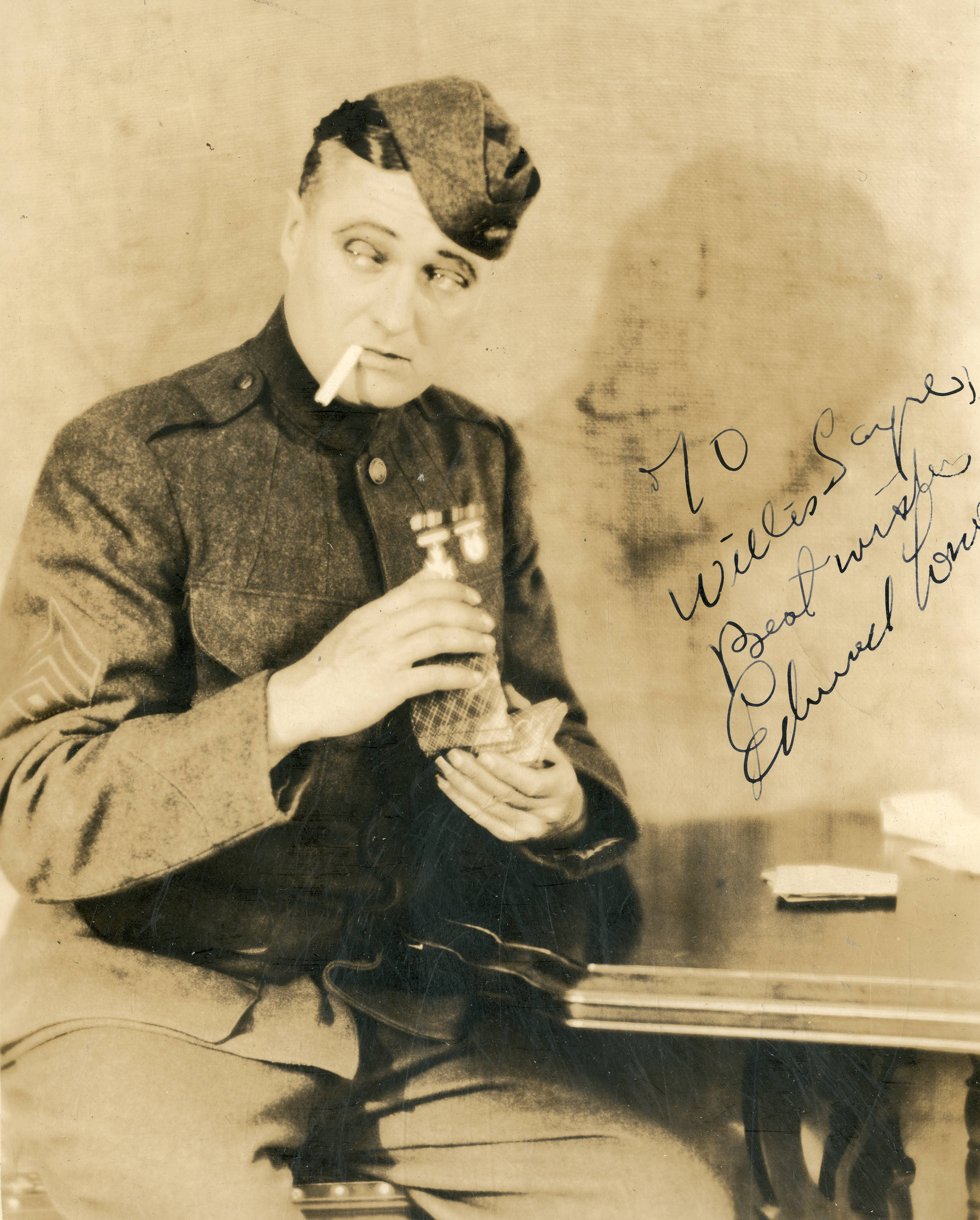
Edmund Lowe en 1925.

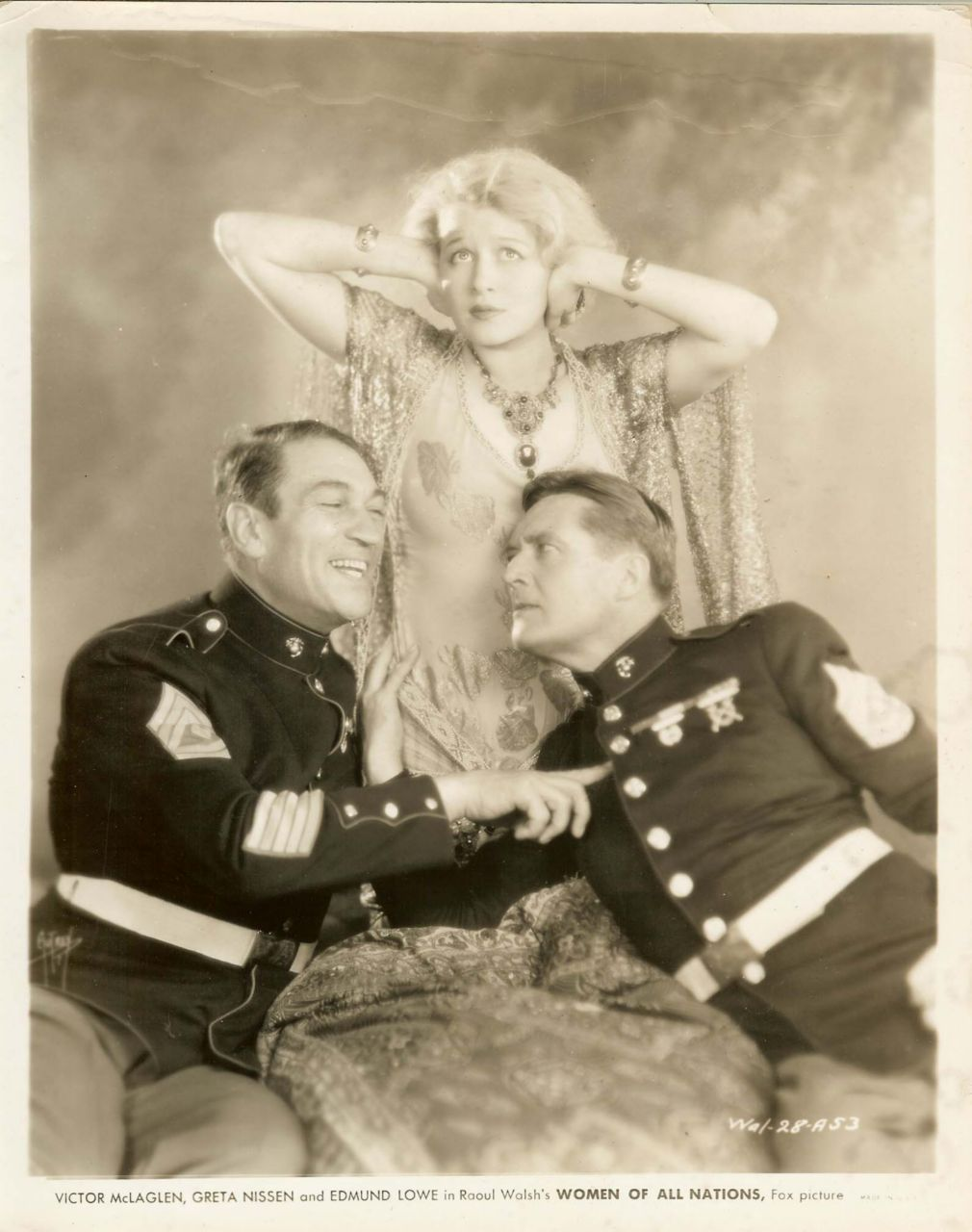
De gauche à droite : Victor McLaglen, Greta Nissen et Edmund Lowe - photo promotionnelle -, dans Women of All Nations (1931)

Edmund Lowe est un acteur américain, de son nom complet Edmund Dantes Lowe, né à San José (Californie, États-Unis) le 3 mars 1890, mort à Los Angeles — Quartier de Woodland Hills — (Californie, États-Unis) le 21 avril 1971.

## Biographie
Au cinéma, Edmund Lowe participe à cent-vingt-quatre films américains (dont une quarantaine de films muets), entre 1915 et 1960, année où il se retire (si l'on excepte un caméo, dans son propre rôle, en 1966).
À la télévision, il collabore à sept séries, de 1949 à 1957.
Au théâtre, il joue dans douze pièces à Broadway (New York), la première en 1917, la dernière en 1945.
Pour ses contributions au cinéma et à la télévision, deux étoiles lui sont dédiées sur le Walk of Fame d'Hollywood Boulevard.
Il est marié en deuxièmes noces à Lilyan Tashman, de 1925 à 1934 (mort de l'actrice).

## Filmographie partielle

### Au cinéma
- 1915 : The Wild Olive d'Oscar Apfel
- 1917 : The Spreading Dawn de Laurence Trimble
- 1918 : Vive la France ! (titre original) de Roy William Neill
- 1920 : The Woman gives de Roy William Neill
- 1920 : A Woman's Business de B. A. Rolfe
- 1921 : My Lady's Latchkey d'Edwin Carewe
- 1922 : Au Paon (Peacock Alley) de Robert Z. Leonard
- 1923 : The Silent Command de J. Gordon Edwards
- 1923 : The White Flower de Julia Crawford Ivers
- 1924 : Barbara Frietchie de Lambert Hillyer
- 1925 : À l'ombre des pagodes (East of Suez) de Raoul Walsh
- 1925 : East Lynne d'Emmett J. Flynn
- 1925 : Le Séducteur de Roy William Neill
- 1925 : La Carte forcée (Soul Mates) de Jack Conway
- 1925 : La Merveilleuse Aventure (Marriage in Transit) de Roy William Neill
- 1926 : Au service de la gloire (What Price Glory) de Raoul Walsh
- 1926 : Siberia de Victor Schertzinger
- 1927 : One Increasing Purpose de Harry Beaumont
- 1927 : Non ! Pas possible ? (Is Zat So?) de Alfred E. Green
- 1928 : In Old Arizona d'Irving Cummings
- 1928 : Dressed to Kill d'Irving Cummings
- 1929 : Making the Grade d'Alfred E. Green
- 1929 : Happy Days de Benjamin Stoloff
- 1929 : This Thing Called Love
- 1930 : Born Reckless de John Ford et Andrew Bennison
- 1930 : Scotland Yard de William K. Howard
- 1930 : The Bad One de George Fitzmaurice
- 1930 : Madame et ses partenaires (Part Time Wife) de Leo McCarey
- 1931 : Men on Call de John G. Blystone
- 1931 : Don't Bet on Women de William K. Howard
- 1931 : Les Bijoux volés (The Slippery Pearls) de William C. McGann
- 1931 : Transatlantique (Transatlantic) de William K. Howard
- 1931 : Prudence avec les femmes (Women of All Nations) de Raoul Walsh
- 1931 : The Spider de Kenneth MacKenna
- 1931 : The Cisco Kid d'Irving Cummings
- 1932 : Chandu le magicien (Chandu the Magician) de William Cameron Menzies et Marcel Varnel
- 1932 : The Misleading Lady de Stuart Walker
- 1932 : Non coupable (Guilty as Hell) d'Erle C. Kenton
- 1932 : Attorney for the Defense d'Irving Cummings
- 1932 : The Devil Is Driving de Benjamin Stoloff
- 1933 : Fille de feu (Hot Pepper) de John G. Blystone
- 1933 : I Love that Man de Harry Joe Brown
- 1933 : Her Bodyguard de William Beaudine
- 1933 : Les Invités de huit heures (Dinner at Eight) de George Cukor
- 1933 : Un rêve à deux (Let's fall in Love) de David Burton
- 1934 : Au fond de l'océan (No more Women) d'Albert S. Rogell
- 1934 : Bombay Mail d'Edwin L. Marin
- 1934 : Gift or Gab de Karl Freund
- 1935 : The Best Man Wins de Erle C. Kenton
- 1935 : King Solomon of Broadway d'Alan Crosland
- 1935 : Grand Exit d'Erle C. Kenton
- 1935 : Thunder in the Night de George Archainbaud
- 1935 : Black Sheep de Allan Dwan
- 1935 : Mister Dynamite de Alan Crosland
- 1935 : Meurtre au Grand Hôtel (The Great Hotel Murder) de Eugene Forde
- 1935 : The Great Impersonation d'Alan Crosland
- 1935 : La Fiesta de Santa Barbara, court métrage de Louis Lewyn (caméo, lui-même)
- 1935 : Rivaux (Under Pressure) de Raoul Walsh
- 1936 : L'Affaire Garden (The Garden Murder Case) d'Edwin L. Marin
- 1936 : Seven Sinners de Albert de Courville
- 1936 : The Girl on the Front Page de Harry Beaumont
- 1936 : Mad Holiday de George B. Seitz
- 1937 : Fifi peau de pêche (Every Day's a Holiday ) d'A. Edward Sutherland
- 1937 : Espionnage de Kurt Neumann
- 1937 : Sous le voile de la nuit (Under Cover of Night) de George B. Seitz
- 1938 : Dernière édition (en) (Newsboys' Home) de Harold Young
- 1938 : Secrets of a Nurse d'Arthur Lubin
- 1939 : The Witness Vanishes de Otis Garrett
- 1939 : Our Neighbors the Carters de Ralph Murphy
- 1940 : Wolf of New York de William C. McGann
- 1940 : Honeymoon Deferred (en) de Lew Landers
- 1940 : The Crooked Road de Phil Rosen
- 1940 : Monsieur Wilson perd la tête (I love you again) de W.S. Van Dyke
- 1940 : Men Against the Sky de Leslie Goodwins
- 1941 : Flying Cadets d'Erle C. Kenton
- 1942 : Klondike Fury de William K. Howard
- 1942 : À nous la marine (Call Out the Marines) de Frank Ryan et William Hamilton
- 1943 : Dangerous Blondes de Leigh Jason
- 1943 : Murder in Times Square de Lew Landers
- 1944 : Sésame ouvre-toi ! (Girl in the Case) de William Berke
- 1944 : Oh, What a Night de William Beaudine
- 1945 : Dillinger, l'ennemi public n°1 (Dillinger) de Max Nosseck
- 1945 : La Forêt enchantée (The Enchanted Forest), de Lew Landers
- 1948 : Ce bon vieux Sam (Good Sam) de Leo McCarey
- 1949 : L'Intrus (Intruder in the Dust) de Clarence Brown
- 1956 : Le Tour du monde en quatre-vingts jours (Around the World in Eighty Days) de Michael Anderson
- 1957 : L'aigle vole au soleil (The Wings of Eagles) de John Ford
- 1958 : La Dernière Fanfare (The Last Hurrah) de John Ford
- 1959 : Les Pillards de la prairie (Plunderers of Painted Flats) de Albert C. Gannaway
- 1960 : La Diablesse en collant rose (Heller in Pink Tights) de George Cukor

### À la télévision
- 1957 : Série Maverick, Saison 1, épisode 1 War of the Silver Kings de Budd Boetticher

## Théâtre
Pièces jouées à Broadway
- 1917 : The Brat de Maude Fulton, avec Lewis Stone
- 1918 : The Walk-offs de Frederic et Fanny Hatton
- 1918-1919 : Roads of Destiny de Channing Pollock, avec Alma Kruger
- 1919-1920 : The Son-Daughter de George Scarborough et David Belasco (produite par ce dernier), avec Lenore Ulric
- 1921 : La Veillée d'armes (In the Night Watch), adaptation par Michael Morton du roman éponyme de Claude Farrère et Lucien Népoty, avec Jeanne Eagels, Robert Warwick
- 1921 : The Right to Strike d'Ernest Hutchinson
- 1921-1922 : Trilby, adaptation du roman éponyme de George du Maurier
- 1922 : Desert Sands de Wilson Collison
- 1928 : The War Song de George Jessel, Sam et Bella Spewack
- 1929 : The Channel Road d'Alexander Woollcott et George S. Kaufman, avec Edgar Stehli
- 1930-1931 : Tonight or Never de Lili Hatvany et Ernest Vajda, mise en scène et produite par David Belasco, avec Melvyn Douglas, Ferdinand Gottschalk, Robert Greig
- 1945 : The Ryan Girl de (et mise en scène par) Edmund Goulding, avec June Havoc, Una O'Connor